# C/1947 X1
C/1947 X1 (Wielka Kometa Południowa, Great Southern Comet) – kometa, którą po raz pierwszy zaobserwowano 7 grudnia 1947 roku. 

## Orbita i rozpad komety
Kometa po raz pierwszy została obserwowana już po przejściu przez peryhelium. Prawdopodobnie w wyniku bliskiego przejścia w pobliżu Słońca rozpadła się na dwie części: C/1947 X1-A oraz C/1947 X1-B.
Orbity obydwu składników komety, tj. C/1947 X1-A oraz C/1947 X1-B mają kształt wydłużonej elipsy o mimośrodzie 0,99. Ich peryhelia znalazły się w odległości 0,11 j.a. od Słońca, a składniki przeszły przez swe peryhelia 2 grudnia 1947 roku. Nachylenie ich orbit względem ekliptyki to wartość odpowiednio 138,54 i 138,53˚.
W wyniku rozpadu orbity obydwu składników coraz bardziej się różnicują; aphelium dla C/1947 X1-A wynosi 486,75 j.a., a dla C/1947 X1-B 593,0 j.a.